# 技ありっ!
「技ありっ!」（わざありっ）は、うしろゆびさされ組通算5枚目のシングル。1986年11月23日発売。発売元はキャニオンレコード。

## 解説
- 『ハイスクール!奇面組』の4曲目のオープニングテーマとなった（片面は挿入歌）。

## 収録曲
1. 技ありっ!　（4:26）
  - 作詞：秋元康　作曲・編曲: 後藤次利

CX系アニメ「ハイスクール!奇面組」オープニングテーマ
2. わたしは知恵の輪（puzzling）　（4:07）
  - 作詞：沢ちひろ　作曲・編曲：後藤次利

CX系アニメ「ハイスクール!奇面組」挿入歌

## 楽曲の収録アルバム
- AN bALANCING TOY
- ∞ (#1)
- うしろゆびさされ組+うしろ髪ひかれ隊 SINGLESコンプリート
- MYこれ!クション うしろゆびさされ組BEST
- おニャン子クラブA面コレクション Vol.3 (#1)
- おニャン子クラブB面コレクション Vol.3 (#2)

## カバー
- VCF（長谷川明子）・VCA（又吉愛）- 2010年1月27日発売の『GREEN SYNTHESIZER!』に収録。